# Agave pumila
Agave pumila är en sparrisväxtart som beskrevs av De Smet och John Gilbert Baker. Agave pumila ingår i släktet Agave och familjen sparrisväxter. Inga underarter finns listade i Catalogue of Life.